# Natália Nunes
Natália Nunes   (Lisboa, 18 de novembre de 1921 - Ericeira, 13 de febrer de 2018) va ser una escriptora, traductora i assagista portuguesa.

## Carrera professional
Llicenciada en Ciències Històrico-Filosòfiques, es va formar graduar posteriorment com a Bibliotecària-Arxivera, exercint funcions en el Arquivo Nacional da Torre do Tombo i a l'Escola Superior de Belles Arts de la Universitat de Lisboa.
Es va estrenar literàriament el 1952, amb l'obra Horas Vivas: Memórias da Minha Infância. En aquella època, va col·laborar en diverses publicacions, com el Diário Popular i les revistes Seara Nova i Vértice. Reconeguda activista antifeixista, el 1965 va integrar l'última junta directiva de la Societat Portuguesa d'Escriptors, abans de ser detinguda per la policia política de l'Estat Nou. En el bienni 1978-79, va formar part de la direcció de l'Associació Portuguesa d'Escriptors.
La crítica li va destacar el «sentit de l'intimisme i del confessional, del misteri i de la solitud, heretat en gran part de la generació presencista» i la «temàtica femenina i d'intervenció social, ja propera al neorealisme», sent considerada com «un dels més típics casos de revolta contra l'ètica repressora de la llibertat femenina burgesa». Entre les seves obres de ficció, destaquen les novel·les Autobiografia Duma Mulher Romântica i Assembleia de Mulheres.

## Vida familiar
Va néixer a 18 de novembre de 1921, en la parròquia de Socorro, a Lisboa, filla d'Adelina de Paiva i d'António Ferreira Nunes. El 16 de juny de 1945, va casar-se a Lisboa amb António Gedeão (nom de ploma de l'escriptor i professor Rómulo Vasco da Gama Carvalho). La parella va tenir una filla, la també escriptora Cristina Carvalho.
Va morir a 13 de febrer de 2018, als 96 anys d'edat, a Ericeira.

## Principals publicacions

### Ficció
- 1955 - Autobiografia de uma Mulher Romântica, novel·la
- 1957 - A Mosca Verde e Outros Contos
- 1960 - Regresso ao Caos, novel·la
- 1964 - Assembleia de Mulheres, novel·la
- 1967 - O Caso de Zulmira L., novel·la
- 1967 - Ao Menos um Hipopótamo, conte
- 1970 - A Nuvem. Estória de Amor
- 1973 - As batalhas que nós perdemos
- 1985 - Da Natureza das Coisas, contes
- 1992 - As Velhas Senhoras e Outros Contos
- 1996 - Louca por Sapatos, conte. Inclòs a Contuário Cem
- 1997 - Vénus Turbulenta, novel·la

### Teatre
- 1970 - Cabeça de Abóbora

### Memòries i viatges
- 1952 - Horas Vivas: Memórias da Minha Infância
- 1956 - Uma portuguesa em Paris
- 1981 - Memórias da Escola Antiga

### Assajos
- 1954 - Apontamentos sobre o pensamento ético de Dostoievski, a: Vértice núm. 134
- 1955 - A metafísica de Húmus de Raul Brandão, a: Vértice núm. 146
- 1956 - Da criação e organização de um instituto de Ciências Pedagógicas, a: Vértice núm. 159
- 1958 - Frei Pantaleão de Aveiro e os judeus, a: Vértice núm. 179-179
- 1960 - Uma colecção documental histórica de incomensurável valor, a: Seara Nova
- 1974 - As Batalhas que Nós Perdemos, Estudos sobre as obras de Augusto Abelaira, José Cardoso Pires e Raul Brandão
- 1976 - Confrarias, Irmandades, Mordomias. Inventário e estudo da informação histórica contida em Livros de Registo Paroquial Existentes no Arquivo Nacional da Torre do Tombo
- 1997 - A Ressurreição das Florestas, Estudos sobre a obra de ficção de Carlos Oliveira
- 2001 - Carácter humanístico e filosófico da Poesia de António Gedeão, a: Pedra Filosofal – Rómulo de Carvalho / António Gedeão
- 2004 - Notas Introdutórias, a; Obra Completa de António Gedeão
- 2006 - Apontamentos para um estudo da assinatura do poeta António Gedeão, a: António é o meu nome

### Traduccions
- 1960/61 - Dostoievski, Obras Completas, vol. I, II, IV, Edit. Aguilar, Rio de Janeiro;
- 1960/61 - Lev Tolstoi, Obras Completas, vol. I e II, Edit. Aguilar, Rio de Janeiro;
- 1964 - Konstantín Simonov, Não se Nasce Soldado, Ed. Arcádia;
- 1966 - Elsa Triolet, Jamais, Portugália Ed.;
- 1967 - Violette Leduc, A Bastarda, Portugália Ed.;
- 1968 - Balzac, Pequenas misérias da vida conjugal, Portugália Ed.;
- 1968 - Roger Portal, Os Eslavos. Povos e Nações, Ed. Cosmos.